# Kongeamazone
Kongeamazone (latin: Amazona guildingii) er en papegøje, der lever i bjergskovene på Saint Vincent.